# Instytut Techniczny Intendentury
Instytut Techniczny Intendentury – instytucja naukowo-doświadczalna Wojska Polskiego w II Rzeczypospolitej.
Instytut Techniczny Intendentury prowadził prace badawcze, opiniował technologiczną stronę produkcji wojskowych i prywatnych zakładów dla potrzeb służb intendentury .

## Formowanie i zmiany organizacyjne
z dniem 1 lipca 1924 zorganizowane zostało Biuro Badań Technicznych Intendentury. Biuro opracowywało normy i typy materiałów intendenckich, katalogi, opisy techniczne, a także prowadziło próby i badania nad sprzętem i materiałami zaopatrzenia intendenckiego .
W 1928 Biuro Badań Technicznych Intendentury zostało przeformowane na Instytut Techniczny Intendentury. Nowo powstały instytut przejął urządzenia i zbiory naukowe Wyższej Szkoły Intendentury. Z dniem 1 grudnia 1928 powtórnie zreorganizowano instytut. Nowa organizacja obowiązywała od 1 kwietnia 1929.
Kolejną reorganizację instytutu przeprowadzono w 1936 . 

## Struktura organizacyjna
Struktura 1 lipca 1924 :
- kierownik
- kancelaria
- pracownia działu żywnościowego
- pracownia działu mundurowego
- pracownia działu kwaterunkowego
- laboratorium.

Struktura w 1926 :
- kierownictwo
- stacje doświadczalne
- laboratoria
- warsztaty doświadczalne.

Struktura w 1936 :
- kierownictwo
- sekretariat
- samodzielny referat dministracyjny
- dział żywnościowy,
- dział mundurowy
- dział kwaterunkowy
- samodzielny referat urządzeń technicznych
- laboratorium

## Obsada personalna instytutu
Pokojowa obsada personalna instytutu w marcu 1939 roku
- kierownik instytutu – płk int. Tadeusz Władysław Wojciech Fonferko[4]
- zastępca kierownika instytutu – mjr int. z wsw Jan Emil Rerutkiewicz[b]
- kierownik Działu Żywnościowego – mjr int. z wsw Kazimierz Baruch †1940 Katyń
- kierownik Działu Mundurowego –  mjr int. z wsw Jan Emil Rerutkiewicz
- kierownik referatu oporządzenia – kpt. Piotr Paweł Kołodkiewicz-Wołodkiewicz †1940 Katyń[6]
- kierownik referatu umundurowania – por. Stanisław VIII Zieliński
- kierownik Działu Kwaterunkowego – mjr Kazimierz Józef Streer[c]
- kierownik Samodzielnego Referatu Urządzeń Technicznych – mjr Roman Maurycy Siekierski[d]